# Poručik
Poručik (in russo пору́чик?,spesso traslitterato in poruchik), era un grado militare dell'esercito zarista, equivalente al moderno tenente.

## Storia
Il termine derivava dal polacco porucznik. Poručik, ossia garante, ufficiale per istruzioni versione slava del termine "tenente", dal latino "locum tenens", "che tiene un posto".
Originariamente il grado venne introdotto, a partire dal XVII secolo, nei reggimenti degli strelizzi, unità militari russe, con in dotazione armi da fuoco), modellati ai contemporanei reggimenti europei e venne confermato nella Tavola dei ranghi, introdotta da Pietro il Grande nel 1722.
Nel XVIII e nel XIX secolo era comune la versione ortografica porutčik (cirillico: порутчик).
Inizialmente coloro che rivestivano il grado di poručik erano assistenti del comandante della compagnia o dello squadrone. Successivamente, da assistente capitano (Rotmistr di cavalleria) il poručik si trasformò in comandante di plotone.
Secondo la Tavola dei ranghi, il poručik era un grado di ufficiale di classe XII nella fanteria, di classe X nell'artiglieria e nelle truppe del genio e di classe IX nella Guardia imperiale dal 1722 al 1798 quando passò alla classe X in tutte le armi tranne che  nella Guardia imperiale, dove rimase nella classe IX. Nelle truppe cosacche, il grado di poručik corrispondeva al grado di Sotnik di classe X della Tavola dei ranghi.
Come poručik equivaleva al moderno tenente, così podporučik (o podporuchik) equivaleva al nostro sottotenente. Nella Marina Imperiale comparvero anche dei poruchik, con funzioni di capitano di vascello.
Negli eserciti dei paesi dell'Europa orientale esiste il grado di Nadporučik.
Il grado scomparve con la Rivoluzione Russa del 1917.
| Sequenza dei gradi                                       |                   |                                                                                |
| grado inferiore: Podporučik (Подпоручик) Kornet (Корнет) | Poručik (Поручик) | grado superiore: Štabs-kapitan (Штабс-капитан) Štabs-rotmistr (Штабс-ротмистр) |
| grado inferiore: Mládšij lejtenant (Младший лейтенант)   | Poručik (Поручик) | grado superiore: Štabs-kapitan (Штабс-капитан) Štabs-rotmistr (Штабс-ротмистр) |

## Nella cultura russa
La immagine contemporanea di un antico "poručik", è quella di un giovane tenente di cavalleria, dal comportamento un po' "guascone". Un modello esemplificato da due celebri esempi: 
- il Poručik Kijé, immortalato da Prokofiev nella suite, composta per l'omonimo lungometraggio del 1933.
- il Poručik Rževskij, protagonista di moltissime barzellette popolari russe, sin dall'Ottocento almeno.

## Polonia
Nelle forze armate polacche i gradi di Podporucznik e Porucznik dell'esercito e dell'aeronautica corrispondono rispettivamente ai gradi di sottotenente e tenente dell'Esercito e dell'Aeronautica italiana, mentre i gradi omologhi della Marina Polacca sono Podporucznik marynarki e Porucznik marynarki corrispondenti rispettivamente al grado di guardiamarina e al grado di sottotenente di vascello della Marina Militare Italiana. Nella Marina Polacca esistono anche i gradi di Komandor porucznik e Komandor podporucznik corrispondenti nella Marina Militare Italiana rispettivamente ai gradi di capitano di fregata e capitano di corvetta.

## Il grado nei diversi paesi
I termini Podporučik (o Podporuchik), Poručik (o Poruchik), e Nadporučik (o Nadporuchik), sono molto simili nelle forze armate dei Paesi slavi. La scala gerarchica dei gradi è approssimativamente la seguente:
- Podporučik (sottotenente/secondo tenente)
- Poručik (tenente)
- Nadporučik o Natporučnik (Primo tenente)

| Tabella dei gradi e dei distintivi corrispondenti a poručik | Tabella dei gradi e dei distintivi corrispondenti a poručik | Tabella dei gradi e dei distintivi corrispondenti a poručik | Tabella dei gradi e dei distintivi corrispondenti a poručik | Tabella dei gradi e dei distintivi corrispondenti a poručik | Tabella dei gradi e dei distintivi corrispondenti a poručik                                                                  | Tabella dei gradi e dei distintivi corrispondenti a poručik | Tabella dei gradi e dei distintivi corrispondenti a poručik                                                |
| Paese                                                       | Lingua                                                      | grado NATO OF-1c (junior)                                   | grado NATO OF-1c (junior)                                   | grado NATO OF-1b (junior)                                   | grado NATO OF-1b (junior) | grado NATO OF-1a (senior)                                   | grado NATO OF-1a (senior)                                                                                  |
| ----------------------------------------------------------- | ----------------------------------------------------------- | ----------------------------------------------------------- | ----------------------------------------------------------- | ----------------------------------------------------------- | --- | ----------------------------------------------------------- | --- |
| Paese                                                       | Lingua                                                      | Grado                                                       | Designazione                                                | Grado                                                       | Designazione | Grado                                                       | Designazione                                                                                               |
| Croazia (bandiera)                                          | croato                                                      |                                                             |                                                             |                                                             | Poručnik |                                                             | Natporučnik                                                                                                |
| Macedonia del Nord (bandiera)                               | macedone                                                    |                                                             |                                                             |                                                             | Подпоручник (Podporucznik)                                                                                                   |                                                             | Поручник (Porucznik)                                                                                       |
| Polonia (bandiera)                                          | polacco                                                     |                                                             |                                                             |                                                             | - Podporucznik (Esercito) - Podporucznik (Aviazione)                                                                         |                                                             | - Porucznik (Esercito) - Porucznik (Aviazione)                                                             |
| (fino al 1917)                                              | russo                                                       |                                                             |                                                             |                                                             | Подпоручик (Podporučik ) |                                                             | Поручик (Poručik )                                                                                         |
| Russia (bandiera)                                           | russo                                                       |                                                             | Мла́дший лейтена́нт (Mládšij lejtenant)                       |                                                             | Лейтена́нт (Lejtenánt) |                                                             | Ста́рший лейтена́нт (Stáršij Lejtenánt)                                                                      |
| Serbia (bandiera)                                           | serbo                                                       |                                                             |                                                             |                                                             | - Потпоручник (Esercito) (Potporučnik) - Потпоручник (Aviazione) (Potporučnik) - Потпоручник (Marina fluviale) (Potporučnik) |                                                             | - Поручник (Esercito) (Poručnik) - Поручник (Aviazione) (Poručnik) - Поручник (Marina fluviale) (Poručnik) |
| Slovacchia (bandiera)                                       | slovacco                                                    |                                                             |                                                             |                                                             | Poručík |                                                             | Nadporučík                                                                                                 |
| Slovenia (bandiera)                                         | sloveno                                                     |                                                             |                                                             |                                                             | Poročník |                                                             | Nadporočnik                                                                                                |
| Rep. Ceca (bandiera)                                        | ceco                                                        |                                                             | Podporučík (fino al 2011)                                   |                                                             | Poručík |                                                             | Nadporučík                                                                                                 |
|                                                             |                                                             |                                                             |                                                             |                                                             | |                                                             | |
| Equivalente                                                 | Equivalente                                                 |                                                             |                                                             |                                                             | Sottotenente |                                                             | Tenente |
| Equivalente                                                 | Equivalente                                                 |                                                             |                                                             |                                                             | Second lieutenant |                                                             | First lieutenant                                                                                           |